# Вулиця В'ячеслава Чорновола (Малин)
Ву́лиця В'ячесла́ва Чорново́ла — вулиця Малина (центр Малинської міської громади Коростенського району Житомирської області). Пролягає на правому березі річки Ірша, в мікрорайоні паперової фабрики, від схрещення з вулицею Гагаріна до межі міста. Названа на честь українського політичного діяча, журналіста — В'ячеслава Чорновола. З кінця 1930-тих років XX століття — Войкова.
Прилучаються вулиці: Набережна, Івана Сірка, Петра Філоненка, Барміна, провулок Сухомлинського, вулиця Барміна (вдруге).
На перехресті з вулицею Івана Мазепи стоїть єдиний у місті світлофор. Забудована дво — п'ятиповерховими багатоквартирними, а також приватними житловими будинками.
Місцевість, де тепер лежить частина вулиці Чорновола, поблизу будинків № 11 — 12, зветься Козленкова гора. У цьому місці колись у напрямку до річки Ірші існував яр, на краю якого «мешкав дід Козленко» — звідти й назва місцевості. А місцевість біля кінцевої зупинки маршрутних таксі до війни мала назву Ковальове, яка ймовірно походить від мешканця, який трудився ковальством. У районі вулиці лежить урочище Липки, улюблене місце відпочинку мешканців мікрорайону паперової фабрики.

## Виноски
1. 1 2  Топоніми Малина [Архівовано 18 жовтня 2012 у Wayback Machine.] на Інтернетському сайті Мій Малин) [Архівовано 17 серпня 2012 у Wayback Machine.] // (праця Є. ГРИЩЕНКА)